# سان فرانسيسكو دي ماكوريس
سان فرانسيسكو دي ماكوريس (بالإنجليزية: San Francisco de Macorís)‏ هي مدينة، تتبع مقاطعة دوارتي، بلغ عدد سكانها 174٬879 نسمة، في 2008، تبلغ مساحتها 727٬150٬000 متر مربع.

## المناخ
يظهر الجدول التالي التغييرات المناخية على مدار السنة لسان فرانسيسكو دي ماكوريس:
| البيانات المناخية لـسان فرانسيسكو دي ماكوريس   | البيانات المناخية لـسان فرانسيسكو دي ماكوريس | البيانات المناخية لـسان فرانسيسكو دي ماكوريس | البيانات المناخية لـسان فرانسيسكو دي ماكوريس | البيانات المناخية لـسان فرانسيسكو دي ماكوريس | البيانات المناخية لـسان فرانسيسكو دي ماكوريس | البيانات المناخية لـسان فرانسيسكو دي ماكوريس | البيانات المناخية لـسان فرانسيسكو دي ماكوريس | البيانات المناخية لـسان فرانسيسكو دي ماكوريس | البيانات المناخية لـسان فرانسيسكو دي ماكوريس | البيانات المناخية لـسان فرانسيسكو دي ماكوريس | البيانات المناخية لـسان فرانسيسكو دي ماكوريس | البيانات المناخية لـسان فرانسيسكو دي ماكوريس | البيانات المناخية لـسان فرانسيسكو دي ماكوريس |
| الشهر                                          | يناير                                        | فبراير                                       | مارس                                         | أبريل                                        | مايو                                         | يونيو                                        | يوليو                                        | أغسطس                                        | سبتمبر                                       | أكتوبر                                       | نوفمبر                                       | ديسمبر                                       | المعدل السنوي                                |
| ---------------------------------------------- | -------------------------------------------- | -------------------------------------------- | -------------------------------------------- | -------------------------------------------- | -------------------------------------------- | -------------------------------------------- | -------------------------------------------- | -------------------------------------------- | -------------------------------------------- | -------------------------------------------- | -------------------------------------------- | -------------------------------------------- | -------------------------------------------- |
| الدرجة القصوى °م (°ف)                          | 37.2 (99.0)                                  | 35.0 (95.0)                                  | 36.5 (97.7)                                  | 37.4 (99.3)                                  | 37.5 (99.5)                                  | 37.5 (99.5)                                  | 38.0 (100.4)                                 | 38.5 (101.3)                                 | 39.5 (103.1)                                 | 39.6 (103.3)                                 | 38.5 (101.3)                                 | 39.5 (103.1)                                 | 39.6 (103.3)                                 |
| متوسط درجة الحرارة الكبرى °م (°ف)              | 28.3 (82.9)                                  | 28.7 (83.7)                                  | 29.6 (85.3)                                  | 30.5 (86.9)                                  | 30.9 (87.6)                                  | 31.7 (89.1)                                  | 31.9 (89.4)                                  | 32.0 (89.6)                                  | 32.2 (90.0)                                  | 31.9 (89.4)                                  | 29.9 (85.8)                                  | 28.6 (83.5)                                  | 30.5 (86.9)                                  |
| متوسط درجة الحرارة الصغرى °م (°ف)              | 17.7 (63.9)                                  | 17.4 (63.3)                                  | 17.7 (63.9)                                  | 18.7 (65.7)                                  | 20.0 (68.0)                                  | 20.6 (69.1)                                  | 20.8 (69.4)                                  | 20.6 (69.1)                                  | 20.5 (68.9)                                  | 20.1 (68.2)                                  | 19.4 (66.9)                                  | 18.4 (65.1)                                  | 19.3 (66.7)                                  |
| أدنى درجة حرارة °م (°ف)                        | 12.2 (54.0)                                  | 12.0 (53.6)                                  | 10.2 (50.4)                                  | 12.3 (54.1)                                  | 14.0 (57.2)                                  | 16.0 (60.8)                                  | 12.9 (55.2)                                  | 16.0 (60.8)                                  | 16.4 (61.5)                                  | 16.4 (61.5)                                  | 15.0 (59.0)                                  | 12.7 (54.9)                                  | 10.2 (50.4)                                  |
| معدل هطول الأمطار مم (إنش)                     | 82.1 (3.23)                                  | 72.8 (2.87)                                  | 64.6 (2.54)                                  | 97.2 (3.83)                                  | 192.6 (7.58)                                 | 115.8 (4.56)                                 | 125.8 (4.95)                                 | 163.2 (6.43)                                 | 121.8 (4.80)                                 | 128.1 (5.04)                                 | 173.6 (6.83)                                 | 110.4 (4.35)                                 | 1٬448 (57.01)                                |
| متوسط الأيام الممطرة (≥ 1.0 mm)                | 8.8                                          | 7.2                                          | 8.2                                          | 8.0                                          | 12.6                                         | 9.7                                          | 12.2                                         | 12.0                                         | 9.5                                          | 9.9                                          | 12.6                                         | 11.0                                         | 121.7                                        |
| المصدر: الإدارة الوطنية للمحيطات والغلاف الجوي |                                              |                                              |                                              |                                              |                                              |                                              |                                              |                                              |                                              |                                              |                                              |                                              |                                              |

## أعلام
- جولييان خافيير
- لويس غارسيا
- كارلوس روزا
- رامون فيرمن
- فيكتور مارتينيز